# 1111 Lincoln Road
1111 Lincoln Road es un aparcamiento situado en el barrio de South Beach de Miami Beach (Florida, Estados Unidos), diseñado por el estudio de arquitectura internacional de origen suizo Herzog & de Meuron. Se encuentra en el extremo oeste del Lincoln Road Mall, en la intersección con Alton Road, y puede albergar unos trescientos automóviles. Desde su apertura en 2010, ha generado un considerable interés debido a que su singular diseño es diferente de los aparcamientos más tradicionales.

## Historia
En 2005, el promotor inmobiliario local Robert Wennett compró un edificio de oficinas del SunTrust Bank de estilo brutalista que data de 1968. Este edificio incluía un estacionamiento adyacente sobre la superficie. Con la intención de revitalizar el extremo oeste del Lincoln Road Mall, Wennett decidió no demoler el edificio preexistente, sino construir algo junto a él de su misma altura: un aparcamiento.
Como señaló Architectural Record, «en el panteón de los tipos de edificios, el aparcamiento se esconde en algún lugar junto a las cárceles y las estaciones de peaje». The New York Times ha descrito los aparcamientos como «la sombría idea tardía del diseño estadounidense». Sin embargo, Wennett tenía la determinación de hacer algo diferente y entrevistó a diez arquitectos célebres de todo el mundo antes de contratar a Herzog & de Meuron. Las obras empezaron en 2008 e implicaron cerrar el extremo oeste del Lincoln Road Mall.
La construcción de la nueva estructura costó 65 millones de dólares. El proyecto también incluyó la renovación del edificio preexistente para su uso por tiendas y oficinas de empresas creativas, así como la construcción de un nuevo edificio más pequeño para SunTrust que también contiene unos pocos apartamentos.

## Diseño y uso
Su diseño fue liderado por Christine Binswanger, socia de Herzog & de Meuron, y ha sido comparado con un castillo de naipes. Es una estructura al aire libre sin muros exteriores construida a base de contrafuertes y voladizos cuyas plantas tienen unas alturas que oscilan entre los 2.4 y los 10.4 metros. Algunas de las rampas interiores son bastante empinadas para adaptarse a las diferentes alturas de las plantas. El aparcamiento tiene ascensores y una escalera central, que llevan a los conductores de sus coches al exterior y viceversa. Una boutique de alta costura, Alchemist, ocupa un volumen acristalado en el lado oeste de la quinta planta. La planta baja del aparcamiento contiene espacio comercial, que está conectado a los otros edificios que forman parte del proyecto y contiene tiendas de la editorial Taschen, la marca de ropa Osklen, Nespresso y MAC Cosmetics. Wennett construyó un penthouse para él mismo en un espacio de 1700 m² en la azotea de la estructura, que también contiene una piscina y jardines con enredaderas colgantes. Jacques Herzog, del estudio de arquitectura, afirmó que este aparcamiento era la obra «más radical» que habían hecho.

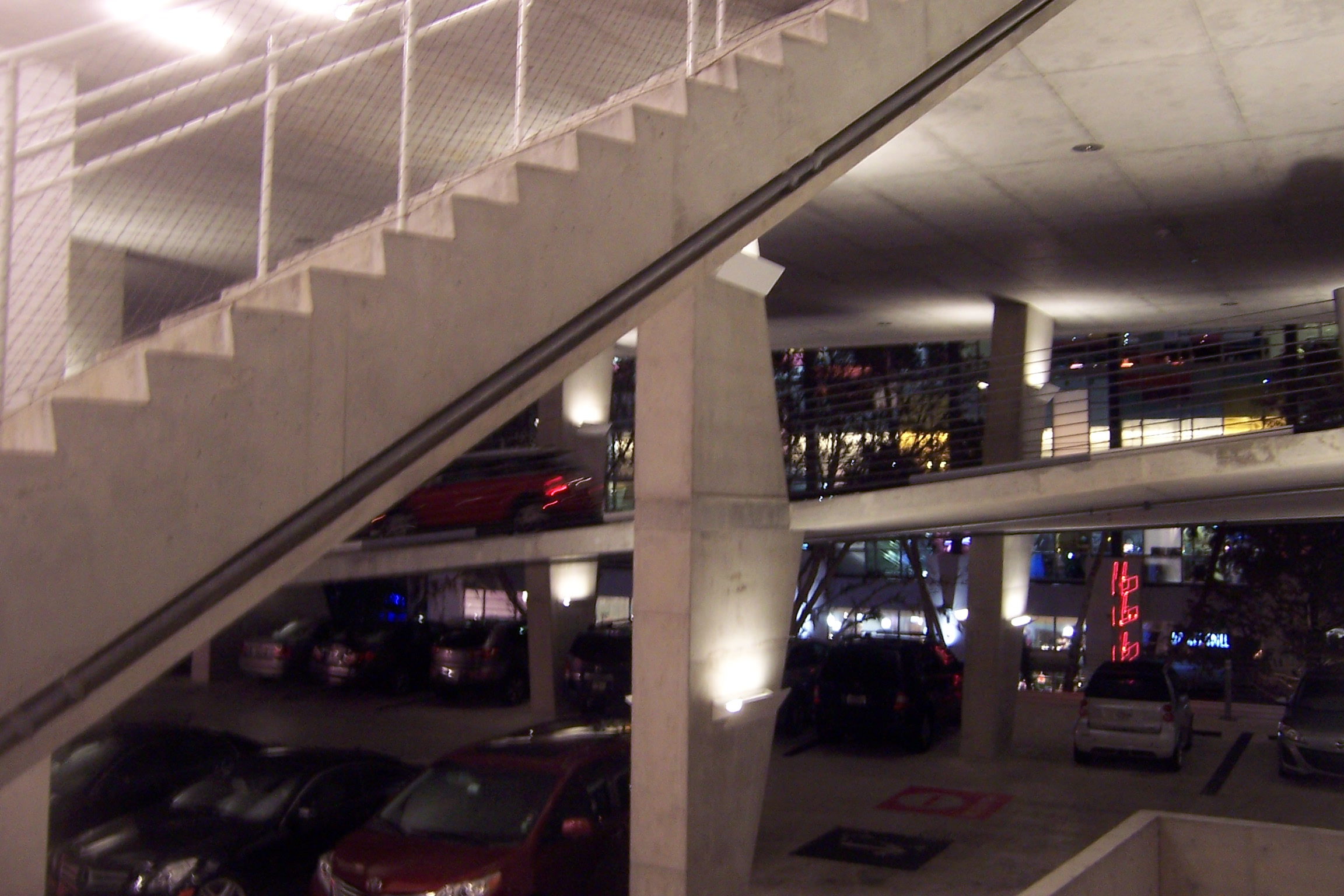
Un automóvil, visto desde la escalera central, desciende de la tercera a la segunda planta del aparcamiento. También puede verse parte del letrero rojo de neón «1111» que da hacia el Lincoln Road Mall.

El aparcamiento se ha convertido en un destino para arquitectos y fotógrafos interesados en su diseño. También ha alcanzado renombre como atracción turística, especialmente después de que en enero de 2011 apareciera en la portada de The New York Times. Varios cientos de personas entran cada día en el garaje para observarlo, los corredores lo usan para hacer ejercicio y los que aparcan allí sus automóviles a menudo se quedan para contemplar las vistas que proporciona de la zona de South Beach antes de seguir su camino. De acuerdo con The Wall Street Journal, un cliente leal se niega a aparcar en ningún otro lugar y afirmó: «Es una obra de arte más que un aparcamiento. Dondequiera que mires, hay una vista.»
La séptima planta tiene una mayor altura y se utiliza como espacio para eventos. El aparcamiento ha recibido peticiones para celebrar en él diferentes tipos de eventos, incluidas bodas, catas de vinos, cenas y clases de yoga. También ha sido el escenario de fiestas repletas de celebridades, como una que dio Ferrari durante la semana del Art Basel Miami Beach, en la que dos docenas de automóviles de la marca recorrían las rampas del aparcamiento hacia arriba y hacia abajo. Durante el Art Basel Miami Beach 2011, el fabricante de automóviles alemán BMW presentó sus prototipos eléctricos i3 e i8 en la séptima planta del aparcamiento. También se grabó allí un anuncio de televisión para el Lexus IS 250.

## Recepción

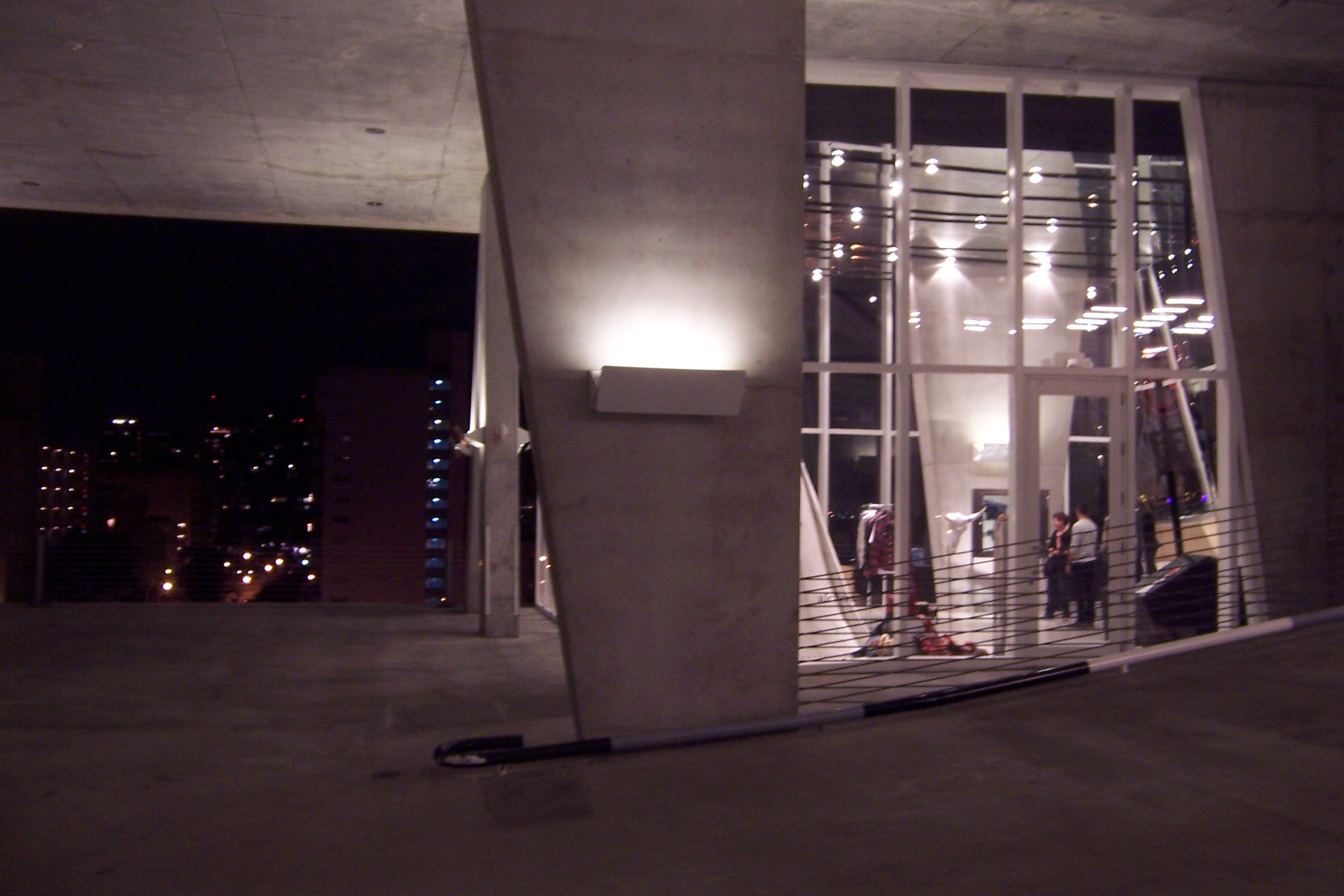
En el lado oeste de la quinta planta del aparcamiento se encuentra una boutique acristalada.

Desde su apertura, el 1111 Lincoln Road ha recibido críticas variadas. El director del museo Wolfsonian-FIU de Miami Beach señaló que el edificio «establece un nuevo estándar para lo que los aparcamientos pueden y deberían ser». El Architectural Record escribió que los diseñadores consiguieron vincular el edificio a su entorno, pero, lo que es más importante, «están ayudando a romper el molde del modesto aparcamiento, sacándolo de su lúgubre limbo hacia la luz y el aire». El Los Angeles Times lo describió como «impresionante», y Associated Press afirmó que «se ha convertido en una puerta de entrada moderna al ambiente de cafeterías para ver y ser visto de Lincoln Road en Miami Beach».
Sin embargo, algunos usuarios han protestado por el alto precio de aparcar en el 1111 Lincoln Road, que puede ser hasta cuatro veces superior al de otros aparcamientos de la zona. En cambio, a los propietarios de automóviles de alta gama les gusta aparcar en él para resaltar su estatus. Otros se han quejado de que el aparcamiento no está suficientemente protegido frente a las tormentas del sur de la Florida. Lisa Gottlieb, profesora de cine de la Universidad de Miami, opinó que la valoración del aparcamiento no hablaba a favor de Miami Beach: «Dice algo sobre la estética de aquí. Supongo que esto es lo que ponemos sobre la mesa: un aparcamiento de lujo.» También confirmó que el fenómeno de los «arquitectos estrella» había alcanzado la zona de Miami, junto con la construcción al mismo tiempo del cercano New World Center de Frank Gehry y el nuevo Pérez Art Museum Miami, también de Herzog & de Meuron.
Tras el éxito del 1111 Lincoln Road, los dueños de otros aparcamientos de South Beach han intentado añadir elementos de diseño a sus propiedades. En 2012, la Sección de la Florida del Instituto Estadounidense de Arquitectos incluyó al 1111 Lincoln Road en su lista Florida Architecture: 100 Years. 100 Places («Arquitectura de la Florida: cien años, cien lugares»).